# Крейн (Кентуккі)
Крейн (англ. Crayne) — переписна місцевість (CDP) в США, в окрузі Кріттенден штату Кентуккі. Населення — 161 особа (2020).

## Географія
Крейн розташований за координатами 37°16′58″ пн. ш. 88°5′10″ зх. д. / 37.28278° пн. ш. 88.08611° зх. д. (37.282677, -88.086172).  За даними Бюро перепису населення США в 2010 році переписна місцевість мала площу 2,90 км², з яких 2,89 км² — суходіл та 0,01 км² — водойми.

## Демографія
Згідно з переписом 2010 року, у переписній місцевості мешкали 173 особи в 73 домогосподарствах у складі 44 родин. Густота населення становила 60 осіб/км².  Було 80 помешкань (28/км²).
Расовий склад населення:
| - 99,4 % — білих |

До двох чи більше рас належало 0,6 %. Частка іспаномовних становила 0,0 % від усіх жителів.
За віковим діапазоном населення розподілялося таким чином: 27,2 % — особи молодші 18 років, 53,1 % — особи у віці 18—64 років, 19,7 % — особи у віці 65 років та старші. Медіана віку мешканця становила 44,2 року. На 100 осіб жіночої статі у переписній місцевості припадало 94,4 чоловіків;  на 100 жінок у віці від 18 років та старших — 100,0 чоловіків також старших 18 років.
Середній дохід на одне домашнє господарство  становив 58 824 долари США (медіана — 58 233), а середній дохід на одну сім'ю — 67 762 долари (медіана — 49 792). За межею бідності перебувало 3,5 % осіб, у тому числі 0,0 % дітей у віці до 18 років та 0,0 % осіб у віці 65 років та старших.
Цивільне працевлаштоване населення становило 99 осіб. Основні галузі зайнятості: роздрібна торгівля — 37,4 %, інформація — 15,2 %, освіта, охорона здоров'я та соціальна допомога — 12,1 %, транспорт — 9,1 %.